# Avdot'ja Smirnova
Avdot'ja Smirnova (Mosca, 29 giugno 1969) è una regista, giornalista e sceneggiatrice russa.
Figlia del regista e sceneggiatore Andrei Smirnov, ha condotto il programma televisivo "School of Scandal".

## Filmografia parziale

### Regista
- Dva dnja (2011)
- Kokoko (2012)
- Istorija odnogo naznačenija (2018)